# Compagnie générale d'immobilier et de services
 (décembre 2012).
Si vous disposez d'ouvrages ou d'articles de référence ou si vous connaissez des sites web de qualité traitant du thème abordé ici, merci de compléter l'article en donnant les références utiles à sa vérifiabilité et en les liant à la section « Notes et références ».
Pour les articles homonymes, voir CGIS.
La Compagnie générale d'immobilier et de services (CGIS) est une société française créée en 1995 et aujourd'hui disparue[source insuffisante].
Leader européen de construction, d'immobilier et de services urbains dans les années 1990, elle a recentré ses activités en 2000 à la suite d'une opération de leveraged buy-out menée par la direction et plusieurs institutions financières (CDC Ixis Capital, LBO France et Lehman Brothers) pour devenir Nexity, revendant la plupart de ses filiales aux groupes Accor, Unibail, Club Med et Vivendi.

## Historique
CGIS a été un acteur historique de l'urbanisation à travers des projets et ensembles architecturaux conduits par des architectes de premier plan, comme en France la Cité internationale de Lyon, le CNIT ou le Carrousel du Louvre, et en Europe le quartier des Galeries Lafayette à Berlin.
C'était notamment :
- le premier opérateur européen de centre de congrès (Compagnie de congrès et centres d'exposition, CNIT, centre congrès de Lyon, Berlin, Lille, Nice, Carrousel du Louvre, etc.)
- le premier opérateur de loisirs en France (Maeva, Gymnase Club, Studios de Boulogne, studios de Babelsberg, UGC, centres culturels…)
- le deuxième opérateur français d'hôtellerie et de restauration (avec Alain Ducasse et Joël Robuchon).

Avec un effectif de 15 000 salariés en Europe, CGIS réalisait un chiffre d'affaires d'environ 15 milliards de francs.
Dans les années 1990, le groupe CGIS a été le seul opérateur qui sut éviter la crise immobilière, en particulier à travers sa filiale Groupe George V. Les résultats financiers du groupe, grevés par les investissements à La Défense et à Berlin 
(environ 70 milliards de francs) ont pu être corrigés rapidement et redressés pour être bénéficiaires à partir de 2000.

## Divisions
Le groupe, présidé par Stéphane Richard et Alain Dinin (aujourd'hui PDG de Nexity), était composé de trois divisions : 
- « Construction et immobilier individuel » avec Maisons Phénix, Maisons Catherine Mamet, groupe Foncia, groupe George V, Foncier Conseil, Férinel, etc.

- « Loisirs et services à la ville » avec Westin demeures hôtels, groupe Libertel, CNIT, Cité internationale de Lyon, Studios de Boulogne, Centre cinématographique et de loisirs de Babelsberg (avec Volker Schlöndorff), Carrousel du Louvre, groupe Gymnase Club, groupe Maeva, compagnie aérienne inter-cités Aéroservices, etc.

- « Immobilier professionnel » avec Sari, Seeri, Coteba, Anjou patrimoine (qui gérait en propriété ou en délégation les principales tours de La Défense et de plusieurs centres urbains européens), etc.